# Municipio XX

Localisation de l'ancien Municipio XX sur la carte administrative de Rome avant 2013.

Le  Municipio XX est une ancienne subdivision administrative de Rome.

## Historique
En mars 2013, il est remplacé par le nouveau Municipio XV sur le même territoire.

## Situation
Le Municipio était constitué d'un vaste territoire occupant le nord et le nord-ouest de la ville et limité à l'est par le cours du Tibre. Il était limitrophe des Municipi IV à l'est, II et XVII au sud et XIX au sud-ouest.

## Subdivisions
Administrativement, il était subdivisé en treize zones urbanistiques :
- 20a - Tor di Quinto
- 20b - Acquatraversa
- 20c - Tomba di Nerone
- 20d - Farnesina
- 20e - Grottarossa Ouest
- 20f - Grottarossa Est
- 20g - Giustiniana
- 20h - La Storta
- 20i - Santa Cornelia
- 20l - Prima Porta
- 20m - Labaro
- 20n - Cesano
- 20o - Polline Martignano
- 20x - Foro Italico